# Paul Adolf Seehaus
Paul Adolf Seehaus (seudónimo Barnett, nacido el 7 de septiembre de 1891 en Bonn; † el 13 de marzo de 1919 en Hamburgo) fue un pintor expresionista alemán.

## Biografía

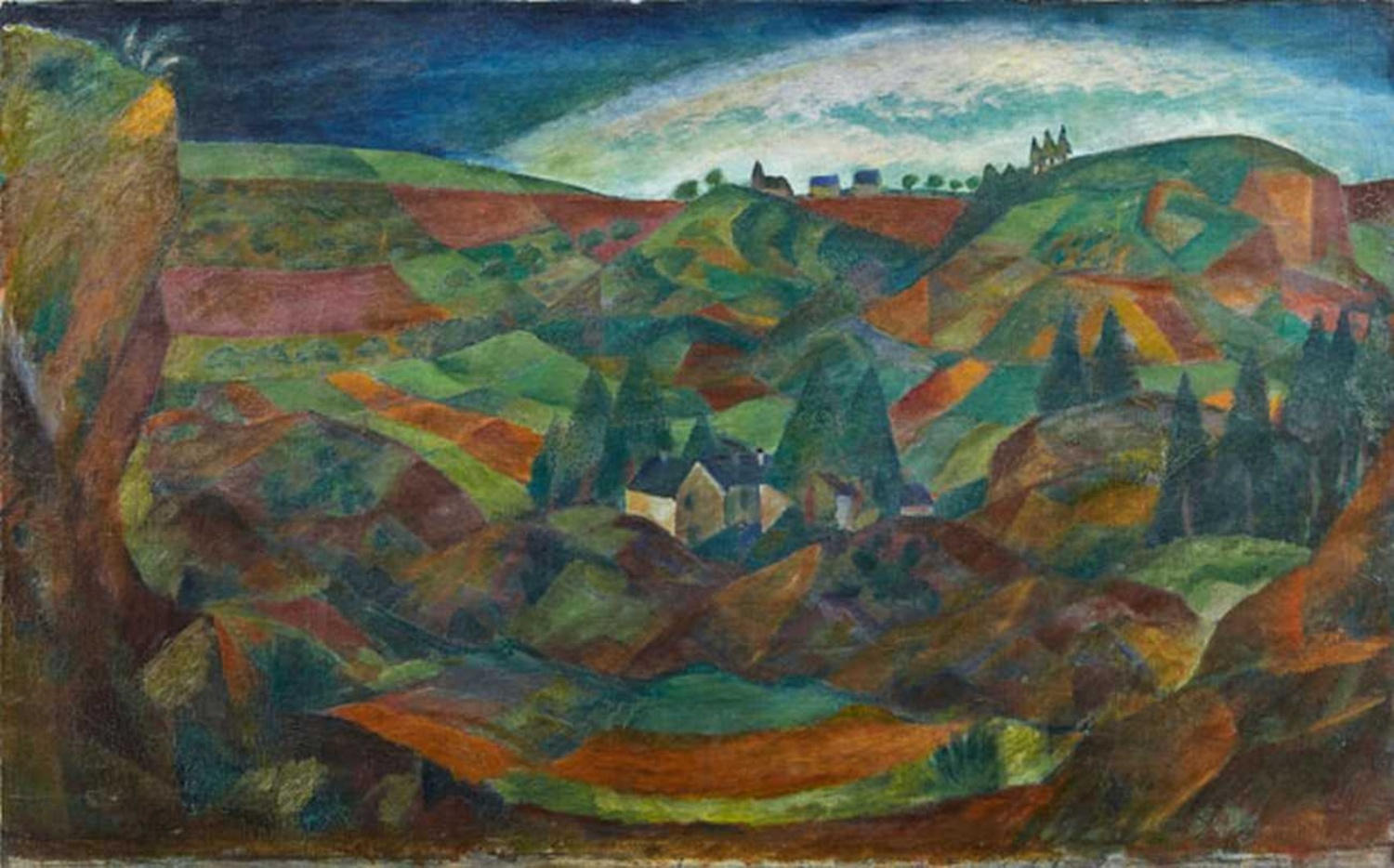
Paul Adolf Seehaus: Gran paisaje de Eifel, 1916

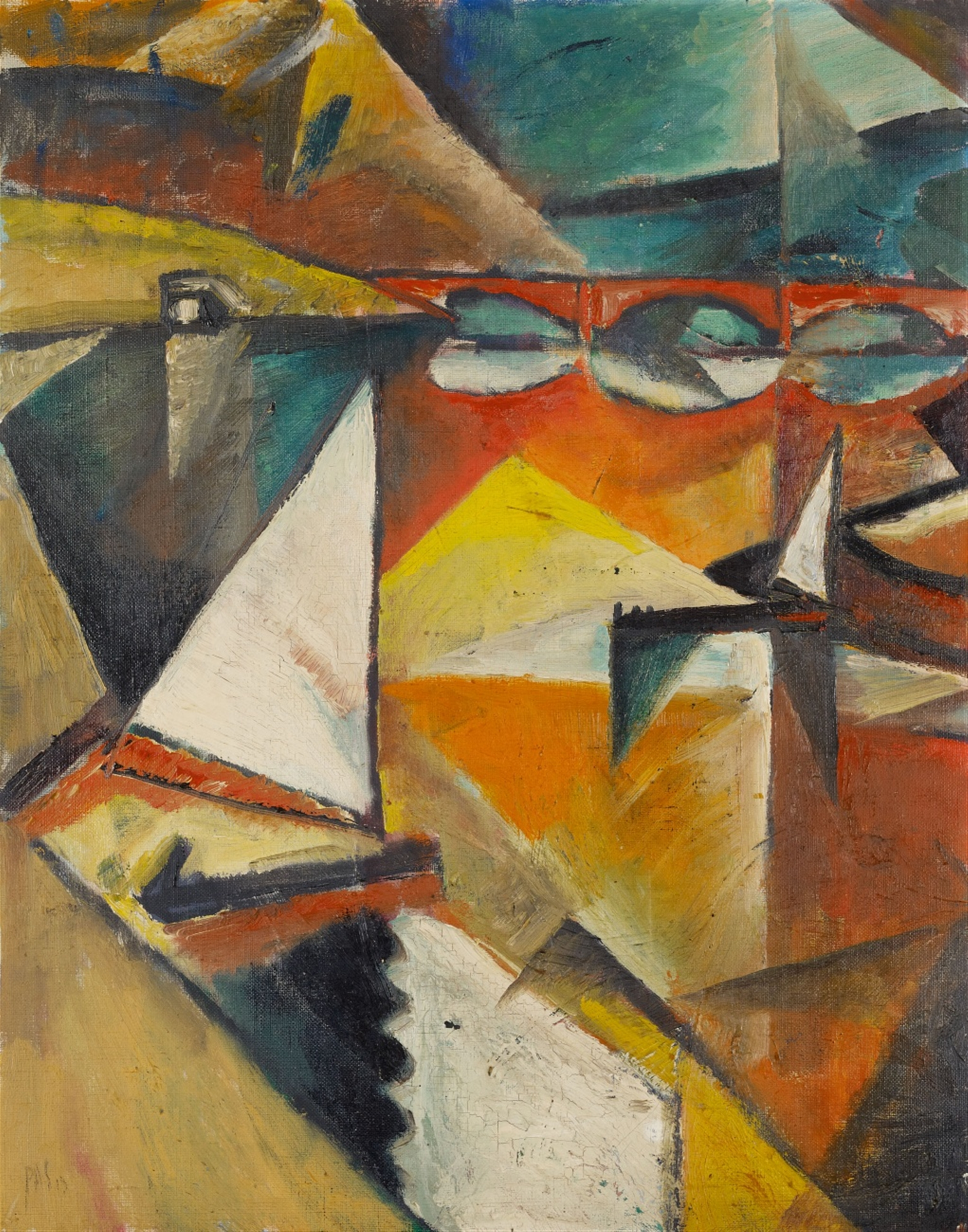
Paul Adolf Seehaus - Velero frente al puente

Paul Adolf Seehaus fue descubierto por August Macke cuando se había graduado en la escuela secundaria por a sus habilidades artísticas. Seehaus fue el único nativo y académico de Bonn que recibió un doctorado en historia del arte y se unió a los expresionistas renanos bajo el liderazgo de Macke, después de que Macke lo hubiera formado como el único estudiante de maestría no remunerado de 1911 a 1914. Durante este tiempo, Seehaus se familiarizó con una amplia variedad de movimientos artísticos de vanguardia, como el fauvismo, el cubismo y el futurismo.
Ya en el verano de 1913, Seehaus era respetado como artista expresionista independiente después de que se le permitiera presentar sus propias obras en la "Exposición de expresionistas renanos" organizada por Macke en Bonn. En un artículo del Frankfurter Zeitung sobre la exposición, Seehaus fue descrito como "la verdadera sorpresa de la exposición... quien, como un verdadero pintor, ciertamente despierta grandes expectativas". También expuso bajo el nombre de P. A. Seehaus (Barnett) en el Primer Salón de Otoño Alemán en la Galerie Der Sturm de Berlín. Allí expuso cuatro cuadros: Orilla del río, Puerto, Locomotora y Paisaje. El cuadro Orilla del río también tenía un grabado en el catálogo de la exposición. El cuadro Faro con rayos giratorios, también de esta época, se puede clasificar como de estilo cubista.
El estallido de la Primera Guerra Mundial y la muerte de su maestro y mentor Macke en 1914 provocaron un desplazamiento de su estilo hacia paisajes oscuros y desiertos. Poco antes de su temprana muerte, su obra volvió a virar hacia dibujos a lápiz y acuarelas de colores intensos. Los nazis condenaron al ostracismo sus pinturas expresionistas por considerarlas “degeneradas” y en 1937 varias de ellas fueron confiscadas de colecciones públicas en la campaña contra el “Arte Degenerado”. 
Seehaus murió repentinamente de neumonía a la edad de 27 años. Su tumba  en Hamburgo dejó de conservarse después de 1980 y su lápida fue trasladada a la Casa Museo de August Macke en Bonn. Debido a su temprana muerte y a la relativamente pequeña obra que dejó, Paul Adolf Seehaus ha sido en gran medida olvidado como un pintor expresionista de importancia.
El pequeño cuadro El faro con rayos giratorios fue expuesto por primera vez por Alfred Flechtheim en 1914, en 1919 lo prestó al entonces Museo de la ciudad de Bonn en la Villa Obernier y en 1932 a una exposición en el Kronprinzenpalais de Berlín. Después fue comprado en una subasta en 1949 por el Museo de Arte de Bonn sin un propietario claro. En 2012, el museo indemnizó a los herederos de Flechtheim.

## Obras
- Faro con rayos giratorios, 1913, Museo de Arte de Bonn
- Las Torres Rojas, 1917, colección privada
- Madonna de los suburbios, 1919, colección privada
- Imágenes de paisajes y bocetos de Renania, p. B. Vista del Rin desde una posición elevada con gente y ricas decoraciones de barcos, 1918
- Gran paisaje de Eifel, 1916
- Bergstadt, 1915, Museo Ludwig, Colonia
- Barcos en el puerto, 1914, óleo sobre lienzo, 55 × 50 cm. Colección privada, Dering G 36

## Eponimia
El asteroide (6553) Seehaus fue nombrado así en memoria de este y otros pintores de los "expresionistas del Rin".